# Remigiusz Orzechowski

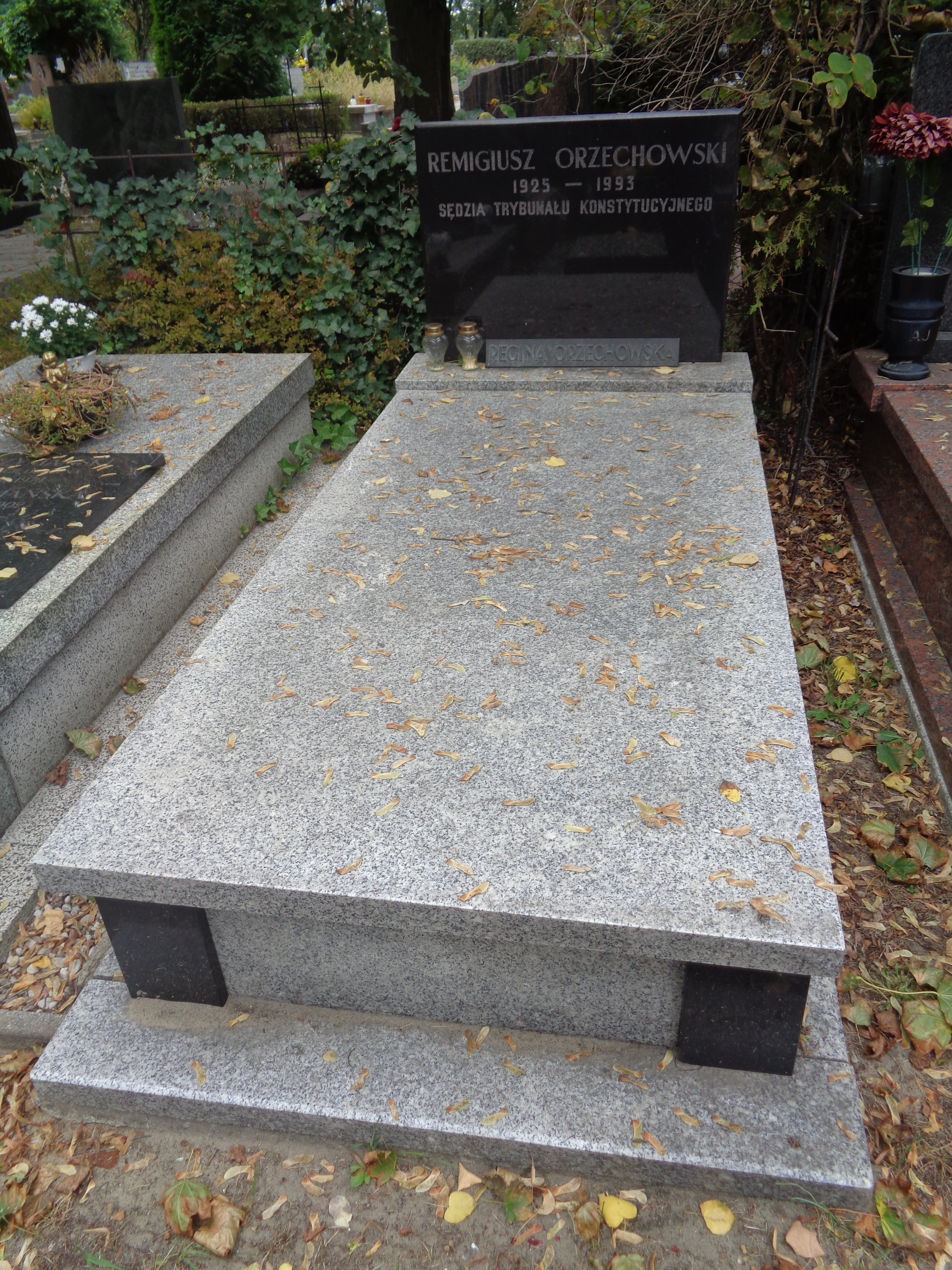
Grób Remigiusza Orzechowskiego na cmentarzu Wojskowym na Powązkach

Remigiusz Orzechowski (ur. 21 lutego 1925 w Ziąbkach, zm. 13 sierpnia 1993) – polski prawnik, radca prawny oraz sędzia Trybunału Konstytucyjnego w latach 1985–1993.

## Życiorys
Absolwent prawa na Wydziale Prawa Uniwersytetu Warszawskiego (1952). Po ukończeniu studiów pracował w administracji państwowej: Państwowej Komisji Etatów, Najwyższej Izbie Kontroli i w Polskim Komitecie Normalizacji.
Radca prawny w Urzędzie Rady Ministrów od 1961, doradca Prezesa Rady Ministrów, wicedyrektor Biura Prezydialnego i dyrektor Biura Prawnego Kancelarii Sejmu.
Sędzia Trybunału Konstytucyjnego w latach 1985–1993.
Członek Zrzeszenia Prawników Polskich.
Autor wielu monografii, studiów i artykułów z różnych gałęzi prawa administracyjnego i gospodarczego.
Został pochowany na Cmentarzu Wojskowym na Powązkach w Warszawie kwatera A35 rząd 3 grób 4.